# Thomas Degand
Pour les articles homonymes, voir Degand.
Ne doit pas être confondu avec Thomas De Gendt.
Thomas Degand, né le 13 mai 1986 à Renaix, est un coureur cycliste belge. Professionnel de 2011 à 2020, il a été champion de Belgique du contre-la-montre élites sans contrat en 2010.

## Biographie

### Jeunesse et carrière amateur
Après avoir pratiqué le football, Thomas Degand débute en cyclisme à l'âge de 16 ans, d'abord en disputant des cyclosportives avec un ami, puis en s'inscrivant au VC Ath. Il y évolue dans les catégories d'âge, jusqu'à intégrer en 2007 l'équipe continentale Storez Ledecq Méteriaux, émanation du club. 
En 2006 et 2007, il est opéré aux deux genoux, ce qui perturbe ces deux saisons. Il bénéficie à cette période d'un « contrat Rosetta » (convention de premier emploi), qui n'est pas renouvelé en mai 2007 faute de résultat.
En 2008, il est champion du Hainaut sur route espoirs, deuxième du Grand Prix Joseph Bruyère, quatrième de la Flèche ardennaise, cinquième du championnat de Belgique,. En 2009, Degand gagne les championnats de Wallonie et de Hainaut du contre-la-montre, ainsi que le Tour de la province de Liège. L'année suivante, il est champion de Belgique du contre-la-montre élites sans contrat, remporte la Flèche ardennaise et le Circuit de Wallonie, et les championnats de Hainaut en ligne et contre-la-montre.

### Carrière professionnelle
En 2011, Verandas Willems devient une équipe continentale professionnelle, ce qui permet à Thomas Degand de devenir coureur professionnel,. Cette année-là, il est notamment troisième de Paris-Corrèze, cinquième du Tour du Limousin et du Tour d'Afrique du Sud, sixième du Tour de Wallonie et septième de la Route du Sud. Il s'illustre lors de l'Amstel Gold Race, où il figure dans un groupe d'échappés pendant 160 km et reçoit le prix de la combativité. 

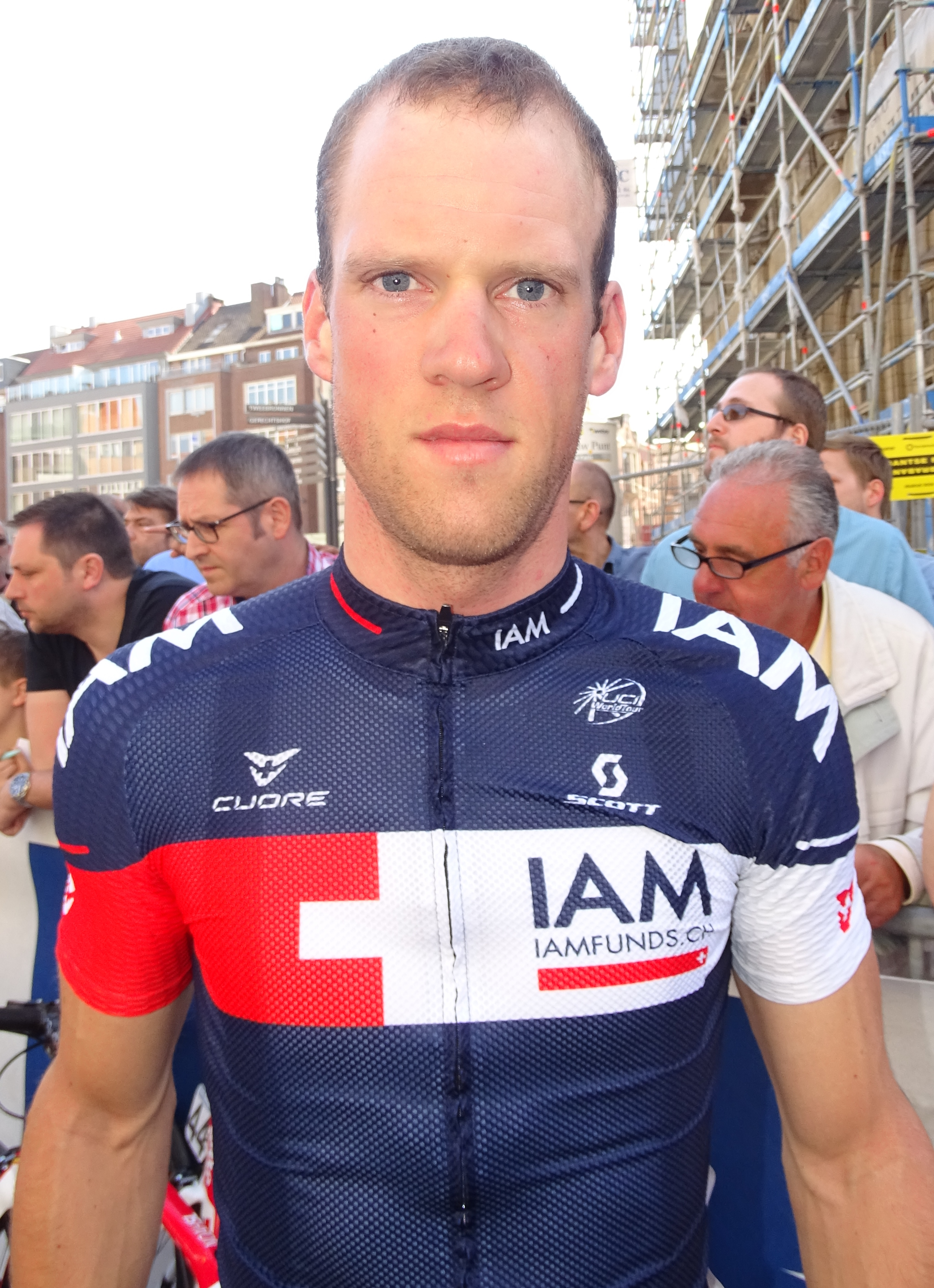
Thomas Degand lors du départ de la Flèche brabançonne 2015 à Louvain.

En 2012, il ne court que 28 jours en compétition, à cause notamment de deux opérations,, dont une au cœur. Le début d'année 2013 est lui aussi gâché par une fracture au coude, due à une chute lors du Tour d'Andalousie. En septembre 2014, il gagne la première étape du Tour du Gévaudan et termine cette course à la deuxième place du classement général. Plus tôt durant cette année, il s'est classé septième du Tour d'Andalousie, sixième du Tour Méditerranéen, dixième du Tour d'Autriche, dix-septième du Tour de Suisse. À l'issue de cette saison, il est recruté par l'équipe suisse IAM, qui intègre l'UCI World Tour.
Son début de saison avec IAM est gâché par un tendinite. Après le Challenge de Majorque en fin janvier, il reprend la compétition à la Flèche brabançonne en avril. Durant le mois de juillet, il obtient ses meilleurs résultats de l'année, terminant huitième du Tour d'Autriche et dix-huitième du Tour de Wallonie. En août, il est au départ du Tour d'Espagne, son premier grand tour. Il doit abandonner cette course lors de la neuvième étape, après être tombé. Non-conservé par IAM à l'issue de cette saison, il revient en 2016 chez Wanty-Groupe Gobert.
En début de saison 2016, Thomas Degand est notamment seizième du Tour d'Andalousie. En mars, il se fracture le coude en tombant lors du Tour de Catalogne. Le même jour, l'équipe Wanty-Gobert est endeuillée par la mort d'Antoine Demoitié à la suite d'une chute lors de Gand-Wevelgem. 
Il remporte l'édition 2017 du Tour du Jura. Wanty-Groupe Gobert ayant obtenu une invitation pour disputer le Tour de France, Thomas Degand dispute pour la première fois cette course, comme ses huit coéquipiers.
En 2018, il termine sixième du Tour du Limousin.
Non conservé par l'équipe Circus-Wanty Gobert à l'issue de la saison 2020, il se retrouve sans contrat et met un terme à sa carrière à 34 ans.

## Palmarès et classements mondiaux

### Palmarès
| - 2008 - Champion du Hainaut sur route espoirs - 3e du Grand Prix Criquielion - 2009 - Champion de Wallonie du contre-la-montre - Champion du Hainaut du contre-la-montre - Tour de la province de Liège : - Classement général - 5e étape - 2e du Grand Prix Criquielion - 2010 - Champion de Belgique du contre-la-montre élites sans contrat - Champion du Hainaut sur route - Champion du Hainaut du contre-la-montre - Flèche ardennaise - Circuit de Wallonie | - 2011 - 3e de Paris-Corrèze - 2014 - 1re étape du Tour du Gévaudan Languedoc-Roussillon - 2e du Tour du Gévaudan Languedoc-Roussillon - 2017 - Classement général du Tour du Jura |  |

### Résultats sur les grands tours

#### Tour de France
2 participations
- 2017 : 34e
- 2018 : 54e

#### Tour d'Espagne
1 participation 
- 2015 : abandon (9e étape)

### Classements mondiaux
| Année                                 | 2010 | 2011 | 2012 | 2013 | 2014 | 2015 | 2016  | 2017 | 2018 | 2019  |
| ------------------------------------- | ---- | ---- | ---- | ---- | ---- | ---- | ----- | ---- | ---- | ----- |
| Classement mondial                    |      |      |      |      |      |      | 1448e | 541e | 451e | 1278e |
| UCI Europe Tour                       | 295e | 99e  | nc   | nc   | 98e  |      | 975e  | 605e | 318e | 884e  |
| UCI Africa Tour                       | nc   | 112e | nc   | nc   | nc   |      | nc    | nc   | nc   |       |
|                                       |      |      |      |      |      |      |       |      |      |       |
| Légende : nc = non classéSource : UCI |      |      |      |      |      |      |       |      |      |       |